# یواس‌اس سویرو (ای‌ام-۱۲۱)
یواس‌اس سویرو (ای‌ام-۱۲۱) (به انگلیسی: USS Swerve (AM-121)) یک کشتی بود که طول آن ۲۲۱ فوت ۳ اینچ (۶۷٫۴۴ متر) بود. این کشتی در سال ۱۹۴۳ ساخته شد.